# Кавказький (Карачаєво-Черкесія)
Кавказький — селище в Карачаєво-Черкесії, Росія, адміністративний центр Прикубанського району.

## Географія
Селище розташоване за 12 км на схід від Черкеська на автодорозі А-165 Черкеськ — П'ятигорськ, поблизу від Кубанського водосховища .

## Адміністративний устрій
Кавказький є центром Кавказького сільського поселення, у яке крім селища Кавказький входить також селище Красивий.

## Населення
Населення — 3039 чол. (2002).
Національний склад (2002):
- Росіяни — 1678 чол. (55,2 %),
- Карачаївці — 947 чол. (31,2 %),
- Черкеси — 86 чол. (2,8 %),
- Абазини — 77 чол. (2,5 %),
- Українці — 34 чол. (1,1 %),
- Інші національності — 217 чол. (7,2 %).